# Liste des personnages des Looney Tunes et Merrie Melodies
Cette liste répertorie les personnages des séries animés Looney Tunes et Merrie Melodies des studios Warner Bros..

Par confusion avec le nom de la série, ils sont parfois nommés « Looney Toons ».

## Personnages principaux

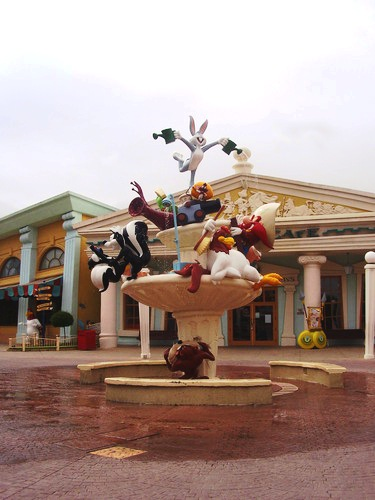
Certains des principaux personnages Looney Tunes représentés sur une fontaine du Parc Warner de Madrid

- Bugs Bunny, un lapin gris et blanc
- Daffy Duck, un canard noir, et Duck Dodgers, son avatar héros de la galaxie, ainsi que Stupor Duck et son alter ego, Cluck Trent (parodie de Superman)
- Elmer Fudd, un humain chasseur, ennemi de Bugs
- Porky Pig, un cochon, et son avatar le zélé Cadet de l'espace (Eager Young Space Cadet), meilleur ami et second de Duck Dodgers
- Titi (Tweety Bird en anglais), un canari
- Sylvestre le chat alias « Grosminet » (Sylvester en anglais), un chat noir et blanc, l'ennemi no 1 de Titi le canari.
- Mémé (Granny en anglais), la propriétaire de Titi, de Grosminet et d'Hector le bouledogue
- Bip Bip (Road Runner en anglais), un grand géocoucou
- Vil Coyote (Wile E. Coyote en anglais), un coyote
- Marvin le Martien (Marvin the Martian en anglais), un Martien et ennemi juré de Bugs Bunny, du Cadet de l'espace et de Duck Dodgers
- Speedy Gonzales, une souris mexicaine habillée de blanc et portant un sombrero
- Taz, un diable de Tasmanie
- Charlie le coq (Foghorn Leghorn en anglais), un coq blanc
- Pépé le putois (Pepé Le Pew en anglais), un sconse
- Sam le pirate (Yosemite Sam en anglais), un petit homme roux barbu à longues moustaches

## Autres personnages

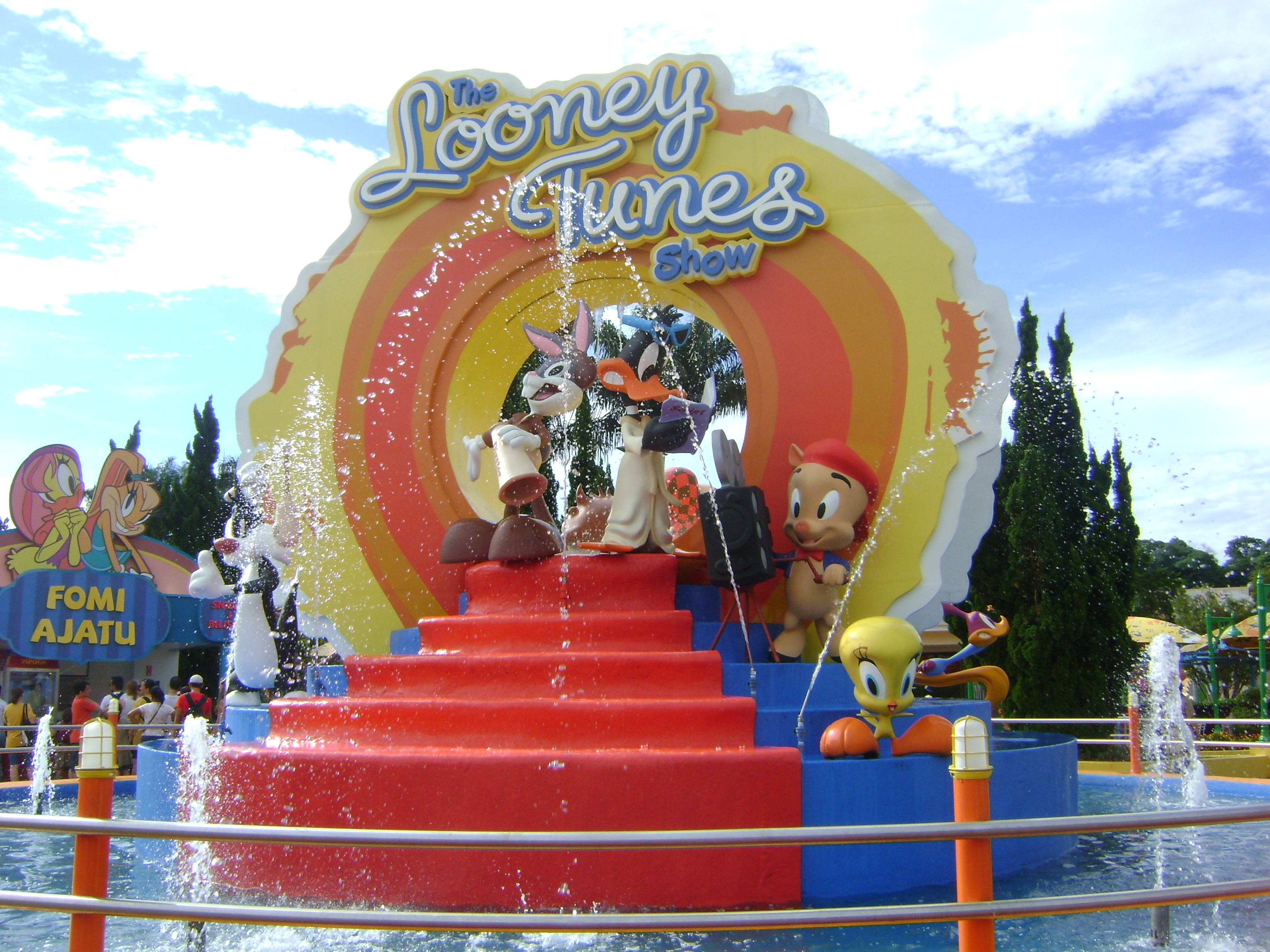
Nouvelle forme des personnages dans le Looney Tunes Show, visible ici au parc brésilien Hopi Hari.

- Les 3 Ours (The Three Bears) : Junyer, Henry et Ma Bear, trois personnages d'ours créés par Chuck Jones. Première apparition : Bugs Bunny et les Trois Ours (Bugs Bunny and the Three Bears, 1944).
- Angus McRory, un golfeur et joueur de cornemuse écossais en colère contre Bugs Bunny dans Docteur en kilt et Mister Bunny (My Bunny Lies over the Sea, 1948).
Ce personnage réapparaît bien plus tard dans quelques autres productions : Bugs Bunny's Wild World of Sports (1989), où il est annoncé comme sélectionné pour la récompense de Sportif de l'année (on voit aussi un extrait du dessin animé avec lui) ; Titi et Grosminet mènent l'enquête (The Sylvester and Tweety Mysteries, série des années 1990), où il joue dans l'épisode It's a Plaid, Plaid, Plaid, Plaid World (on apprend qu'il s'appelle Angus) ; dans les Animaniacs, il vient embêter Dot en jouant de sa cornemuse dans Dot's Quiet Time, et on peut le distinguer dans la foule à la fin de Hurray for Slappy; enfin dans le long métrage Space Jam, il apparait brièvement dans une scène avec le match de basket-ball entre les deux grandes équipes.
- Beans le chat (Beans the Cat) est un chat noir et blanc créé en 1935. Il fait ses débuts dans Je n'ai pas de chapeau (I Haven't Got a Hat, 1935).
- Beaky Buzzard, un Urubu à tête rouge (vautour américain).
- Babbit et Catstello, duo de chats noir et blanc et d'autres duos d'animaux au physique faisant directement référence au duo comique Abbott et Costello
- Blacque Jacque Shellacque, un bandit canadien
- Calife Hassan Pheffer, un méchant calife opposé à Bugs Bunny dans La Lampe d'Aladin (A-Lad-In His Lamp, 1946)
- Bosko, un garçon noir, héros de la première série des Looney Tunes, à partir de 1929
- Buddy, un jeune musicien créé par Duvall en 1933, en remplacement de Bosko. Il est accompagné de sa petite amie Cookie et de son chien Towser.
- Cecil la tortue, une tortue qui a battu Bugs Bunny à la course
- Charlie le chien, un chien marron. Première apparition dans Porky's Pooch, 1941.
- Claude le chat (Claude Cat), un chat nerveux jaune et blanc, avec des mèches rousses.
- Clyde Bunny (ou Clyde Rabbit), le neveu de Bugs Bunny
- Colonel Shuffle, un colonel sudiste opposé à Bugs Bunny et Charlie le chien
- Cool Cat est un personnage de tigre créé par le réalisateur Alex Lovy en 1960.
- Conrad le chat (Conrad the cat), un chat.
- Count Blood Count, un vampire ennemi de Bugs Bunny
- Dizzy Duck, un jeune canard.
- Le dodo fou dans Porky à Zinzinville (Porky in Wackyland, 1938), nommé plus tard Yoyo Dodo[réf. nécessaire].
- Docteur Frankenbeans, un savant fou à grosse tête verdâtre, présent dans le cartoon de Bugs Bunny, Le docteur abuse (Water, Water Every Hare, 1951), où le docteur envoie le monstre Gossamer l'attaquer.
Le docteur est le « méchant » dans le jeu vidéo Looney Tunes: Acme Arsenal, où on apprend au passage son nom. Dans l'épisode Enemy Yours de la série Duck Dodgers, il est le Dr Woe.
- Dr Q.I. de Génie (Doctor I.Q. Hi), scientifique à moitié chauve et patron de Duck Dodgers. Il est d'abord apparu dans le dessin animé Duck Dodgers au XXIVe siècle et des poussières (Duck Dodgers in the 24½th Century, 1953).
Il joue un rôle secondaire dans plusieurs cartoons, dont celui des Tiny Toons : Duck Dodgers Jr.. Il est plus connu dans le premier volet de Déclaration de guerre ou de paix (Of Course You Know, This Means War and Peace) de la série Duck Dodgers, où on apprend qu'il a un frère nommé (en version originale anglaise) Dr Psy-Q. High.
- Eggbert, un poussin surdoué, fils de Miss Prissy
- Foxy, un renard noir, personnage principal dans trois dessins animés, le premier étant Lady, Play Your Mandolin! en 1931.
- Gabby Goat, un bouc beige clair. Première apparition dans Porky et Gabby (Porky and Gabby, 1937), dessin animé dirigé aussi par Ub Iwerks.
- George P. Dog (Barnyard Dawg), un chien ennemi de Charlie le coq
- Giovanni Jones, un chanteur d'opéra opposé à Bugs Bunny dans Bugs Bunny casse-noisettes (Long-Haired Hare, 1949)
- Les Goofy Gophers (en), ou les Mac & Tosh, deux chiens de prairie, ennemis de Daffy Duck
- Goopy Geer, un chien anthropomorphe danseur et chanteur. Première apparition dans Goopy Geer le 16 avril 1932.

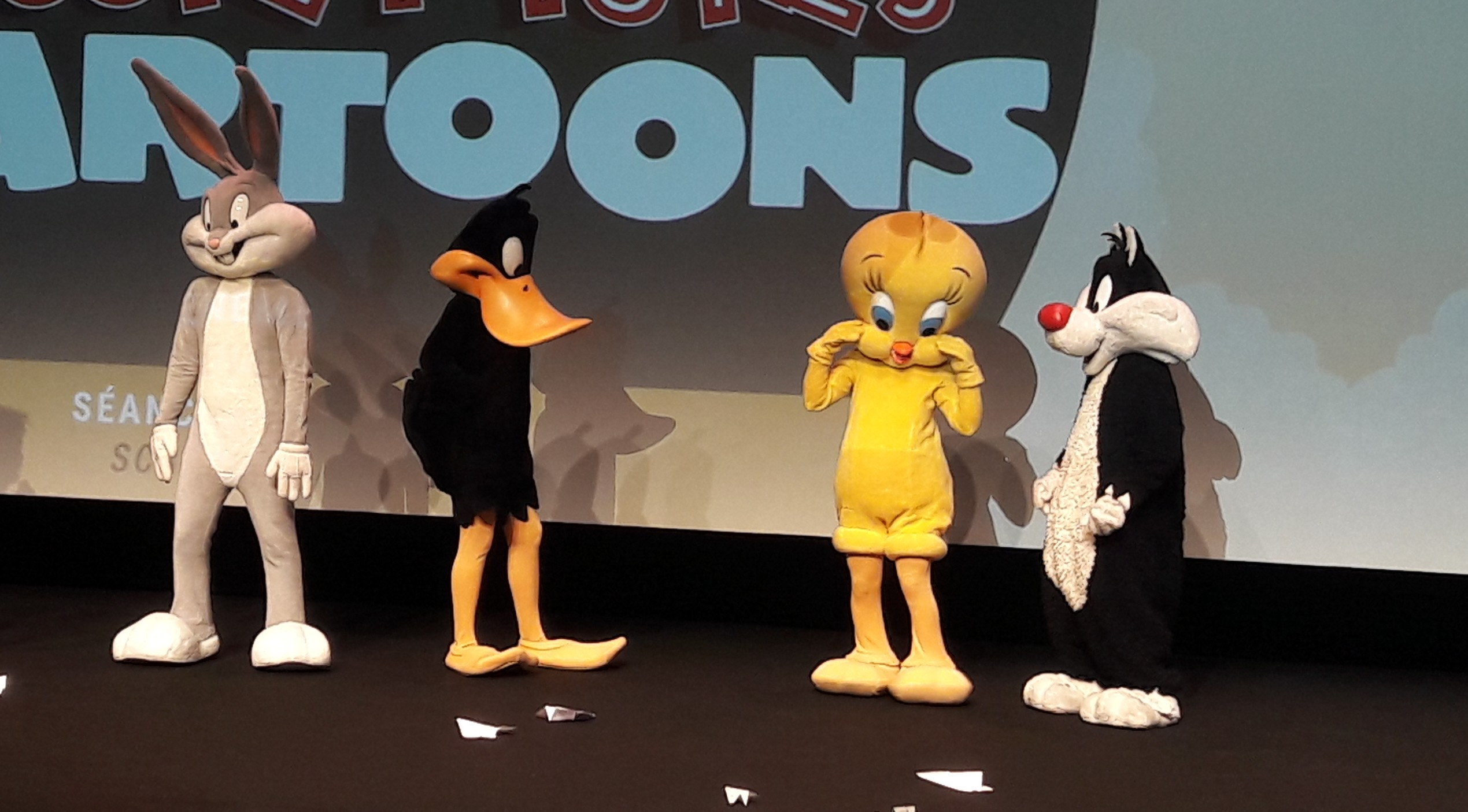
Déguisements de Bugs Bunny, Daffy Duck, Titi et Grominet au Festival international du film d'animation d'Annecy de 2019.

- L'équipe des gorilles, une équipe de joueurs de baseball voyous, opposée à Bugs Bunny dans Le Match de baseball (Baseball Bugs, 1946)
- Gossamer, un énorme monstre rouge et velu, ennemi de Bugs Bunny
- Gruesome Gorilla, un gorille ennemi de Bugs Bunny
- Happy Rabbit, le lapin prototype de Bugs Bunny
- Hazel la sorcière (Witch Hazel)
- Hector le bouledogue, le chien de Mémé
- Hennery le faucon (Henery Hawk), un jeune faucon, ennemi de Charlie le coq
- Hillbillys Curt Martian & Pumkinhead
- Hippety Hopper, un kangourou ennemi de Sylvestre
- Honey Bunny, une lapine amie intime de Bugs Bunny avant Lola Bunny. Une première version est le portrait de Bugs, mais avec quelques détails féminins (yeux maquillés, présence d'un nœud au sommet de la tête). Aussi, on peut voir une Mme Bunny sans nœud mais en jupe orange et verte à la fin du cartoon Hold the Lion, Please de 1942.  Cependant, dans les comics, le personnage naît officiellement en 1966, avec un aspect différent[1]. Honey Bunny se modifie peu à peu et donnera naissance à Lola Bunny par la suite
- Hubie et Bertie, deux souris ennemies de Claude le chat
- Hugo l'abominable homme des neiges (Hugo the Abominable Snowman)
- Inki, un petit chasseur noir
- K-9, le chien compagnon de Marvin le Martien

Fresque de plusieurs des principaux personnages à Deansgate Square, Manchester Central Convention Complex à Manchester.

- Lola Bunny, la petite amie de Bugs Bunny
- Mac and Tosh : autre appellation des Goofy Gophers (voir plus haut)
- Marc-Antoine le bouledogue (Marc Anthony en version originale anglaise), un bouledogue se liant d'affection pour le chaton Pussyfoot, dans Un gros dur au cœur tendre (Feed the Kitty, 1952).
- Merlin la souris magique et Second Banana, une souris magicienne mais maladroite dans ses tours, secondée par son assistant (Second Banana).
- Mélissa Duck, la petite amie de Daffy Duck ou la femme en détresse à sauver. C'est au début une cane blanche aux longs cheveux blonds. Son existence officielle date du cartoon The Scarlet Pumpernickel (1950).
- Michigan J. Frog, une grenouille qui chante et danse
- Miss Prissy, une poule amoureuse de Charlie le coq et mère d'Eggbert
- Nasty Canasta, un gangster
- Nonchalanté Rodríguez (Slowpoke Rodriguez), souris mexicaine très lente, ami de Speedy Gonzales
- Pedro et Fernando, souris compatriotes de Speedy Gonzales
- Penelope Pussycat, une chatte poursuivie par Pépé le putois
- Pete Puma, un puma anthropomorphe
- Petunia Pig, la compagne de Porky Pig
- Piggy, cochon noir (au début), introduit par Rudolf Ising. Première apparition dans You Don't Know What You're Doin'! (1931) et dernière dans Quel cochon ! (Pigs is Pigs) en 1937.
- Playboy penguin, un petit manchot ou pingouin avec un chapeau haut-de-forme sur la tête qui apparaît avec Bugs Bunny dans Escapade polaire (Frigid Hare, 1949) et Le Petit Pingouin (8 Ball Bunny, 1950)
- Pussyfoot le chaton, chaton noir et blanc.
- Quick Brown Fox et Rapid Rabbit, un renard roux à la poursuite d'un lapin marron et blanc dans le cartoon Rabbit Stew and Rabbits Too (1969).
- Ralph le loup (Ralph Wolf), un loup, cousin éloigné de Vil Coyote
- Ralph Phillips, un petit garçon blond rêveur
- Rocky et Mugsy, gangsters
- Sleepy Lagoon, un canardeau noir ressemblant à Daffy.
- Sam le chien de berger (Sam Sheepdog), un chien de berger ennemi de Ralph le loup
- Slug McSlug, un criminel chien anthropomorphe opposé à Daffy Duck dans The Stupor Salesman (1948)
- Smith la terreur (Cottontail Smith), un cowboy sosie de Sam le pirate opposé à Bugs Bunny dans Super-Lapin (Super-Rabbit, 1943)
- Spike le bouledogue et Chester le terrier, ennemis de Sylvestre
- Sniffles, la souris avec un chapeau
- Sylvestre Junior, le fils de Sylvestre
- Tina Russo : créée sur le modèle de Melissa Duck, c'est une cane jaune aux cheveux foncés, apparue vers 2011 dans le Looney Tunes Show. Elle est la petite amie de Daffy Duck.
- Toro le taureau, (Toro the Bull) un taureau opposé à Bugs Bunny dans Bunny toréador (Bully for Bugs, 1952)
- Willoughby, un chien de chasse sot.

## Accessoires récurrents
Parmi les éléments et accessoires essentiels aux personnages :
- Les produits de la compagnie ACME (ACME Corporation en anglais) et de la compagnie Ajax
- Une enclume
- Les armes à feu (souvent un pistolet ou un fusil)
- La poste Looney Tunes
- Des bâtons de dynamite

## Filmographie
- Space Jam (1996) avec en invité-vedette Michael Jordan
- Les Looney Tunes passent à l'action (2003) avec Brendan Fraser, Jenna Elfman et Steve Martin
- Space Jam : Nouvelle Ère (2021) avec LeBron James